# Barbourofelis fricki
Barbourofelis fricki fou un gran depredador carnívor que visqué fa uns cinc milions d'anys, durant el Pliocè mitjà, a Nord-amèrica. El nom Barbourofelis és en honor del paleontòleg Erwin Hinckly Barbour, que juntament amb George Hammell Cook descobrí restes fòssils d'aquests animals a Texas. Sovint es coneix B. fricki i els seus parents propers com falsos dents de sabre, però en realitat no eren fèlids, sinó que pertanyien a la família actualment extinta dels barbourofèlids.